# Gynoplistia (Gynoplistia) habbemae habbemae
Gynoplistia (Gynoplistia) habbemae habbemae is een ondersoort van de tweevleugelige Gynoplistia (Gynoplistia) habbemae uit de familie steltmuggen (Limoniidae). De ondersoort komt voor in het Australaziatisch gebied.